# ステイリンパトリック
ステイリン パトリック（STEHLIN Patrick、1992年12月15日 - ）は、ジャパンラグビーリーグワン花園近鉄ライナーズに所属するラグビー選手。旧表記「パトリック・ステイリン」。

## プロフィール
- サモア出身[1]。
- ポジションはスタンドオフ(SO)。
- 身長 175 cm、体重 95 kg
- 7人制日本代表に選ばれたことがある[2]。

## 略歴
2011年、セントトーマス高校卒業後、拓殖大学に入る。
2015年、拓殖大学卒業後、日本IBMビッグブルー(現・BIG BLUES)に加入。
2018年、近鉄ライナーズ(現・花園近鉄ライナーズ)に加入。